# (300127) 2006 VF32
(300127) 2006 VF32 es un asteroide perteneciente al cinturón de asteroides, descubierto el 11 de noviembre de 2006 por el equipo del Mount Lemmon Survey desde el Observatorio del Monte Lemmon, Arizona, Estados Unidos.

## Designación y nombre
Designado provisionalmente como 2006 VF32.

## Características orbitales
2006 VF32 está situado a una distancia media del Sol de 3,177 ua, pudiendo alejarse hasta 3,566 ua y acercarse hasta 2,788 ua. Su excentricidad es 0,122 y la inclinación orbital 0,808 grados. Emplea 2068,84 días en completar una órbita alrededor del Sol.
Los próximos acercamientos a la órbita de Júpiter se producirán el 29 de julio de 2034, el 16 de marzo de 2045 y el 10 de septiembre de 2120, entre otros.

## Características físicas
La magnitud absoluta de 2006 VF32 es 16,2.